# Dirigenti i mužikaši
Dirigenti i muzikaši je hrvatska TV serija iz 1991. godine. Redatelj je Krešo Golik, a scenarist Mladen Kerstner. Serija se snimala u Cirkveni kod Križevaca.

## Sinopsis
Radnja serije smještena je u malo podravsko selo u vrijeme komunizma i vjerno oslikava lokalni mentalitet. Siromašni mladi ljubavnici iz Trnovca Ivo Barulek (Sven Medvešek) i Ivka Bahat (Nataša Doričić) sa svojim roditeljima, rodbinom, susjedima i svim onim seoskim "dirigentima" i "mužikašima" pridružuju se velikoj galeriji autentičnih i sočnih likova iz slavnih "Gruntovčana". U "Dirigentima i mužikašima" ljubavna priča dvoje mladih isprepleće se s borbom za prestiž između župnikove i zadružne "mužike"...

## Glumačka postava
- Sven Medvešek kao Ivo Barulek
- Nataša Dorčić kao Ivka Bahat
- Smiljka Bencet kao Kata Barulek
- Vanja Drach kao Nacek Barulek
- Polde Bibič kao Blaž Bahat
- Zvonimir Ferenčić kao Rok Kubura
- Inge Appelt kao Polona
- Vili Matula kao svećenik
- Cintija Ašperger kao Sofija
- Željko Königsknecht kao Štefek
- Nina Erak-Svrtan kao Mica
- Jadranka Matković kao Katica
- Zvonimir Torjanac kao lugar
- Radoslav Spitzmuller kao Slatki
- Nikola Novosel – Miško
- Rajko Minković
- Drago Bahun
- Antonia Ćutić
- Goran Grgić kao Karlo

## Vanjske poveznice
- Port.hr – Dirigenti i mužikaši (popis epizoda)
- Slobodna Dalmacija.hr – Ivana Raos: »Dirigenti i mužikaši najbolje ocijenjena hrvatska serija«